# Antrocephalus tineophagus
Antrocephalus tineophagus är en stekelart som först beskrevs av Girault 1913.  Antrocephalus tineophagus ingår i släktet Antrocephalus och familjen bredlårsteklar. Inga underarter finns listade i Catalogue of Life.